# Denney
Denney es una comuna francesa situada en el departamento del Territorio de Belfort, de la región de Borgoña-Franco Condado. Forma parte de la aglomeración urbana de Belfort.
Los habitantes se llaman Denneysiens.

## Geografía
Está ubicada a 5 km al este de Belfort.

## Demografía
| 249 | 314 | 415 | 491 | 531 | 637 | 760 | 772 |
| Para los censos de 1962 a 1999 la población legal corresponde a la población sin duplicidades (Fuente: INSEE [Consultar]) |     |     |     |     |     |     |     |